# Бюнад
Бюнад (также бунад, норв. bunad, [ˇbʉːnɑd], от др.-сканд. búnaðr – «одежда для дома») — норвежский народный костюм, бывший в употреблении до середины XIX века. Характеризуется прежде всего яркостью и существенным различием по регионам.

## История изучения
Бюнад представляет собой эволюционировавшую традиционную скандинавскую одежду, изменявшуюся со временем под значительным влиянием общеевропейского костюма, проникшего в позднем средневековье.
К середине-концу XIX-го века, когда бюнад вышел из повседневного употребления, в Норвегию проник романтический национализм, увеличивший интерес к народной культуре. Подогревал этот интерес и тот факт, что к тому моменту страна находилась в унии со Швецией, страна стремилась к независимости и самоопределению, жаждая обрести национальные символы. Одним из таких символов и стал национальный костюм. В результате среди женщин-представителей норвежской интеллигенции возникло движение популяризации бюнада, которое возглавили Хульда Гарборг (жена писателя Арне Гарборга) и Клара Семб. Большая часть разновидностей бюнада сохранилась в первозданном виде, и лишь небольшая часть была реконструирована на основе сохранившихся исторических источников. В 1947 году был основан специальный «Совет по бюнадам и национальному костюму Норвегии» (норв. Bunad- og folkedraktrådet, первоначальное название — норв. Landsnemda for Bunadspørsmål), занимающийся стандартизацией и принятием новых реконструкций бюнадов для дальнейшего запуска в производство. Также Совет выдаёт лицензии магазинам по продаже бюнадов.
На данный момент бюнад используется как праздничная одежда для особых случаев (норв. festdrakt) или как атрибут ансамблей народной музыки. Сейчас комплект бюнада стоит довольно дорого: от 2 до 10 тысяч долларов США, в зависимости от желаемого дизайна, материала, вышивки, золотых и/или серебряных аксессуаров, производителя или желания клиента доделать часть вышивки самому.

## Предметы одежды и аксессуары
Мужчины в качестве головных уборов использовали тюбетейки, вязаные колпаки, валяные или фетровые шляпы с округлым верхом и широкими полями, а по праздникам — цилиндры. Женщины носили на голове косынки, чепцы и вязаные или тканые шапочки-повойники. На свадьбе невесты носили венцы (норв. brudekronen), изготавливавшиеся из золота, серебра, а у бедняков — из соломы. Он украшался цветами, лентами и подвесками, звон которых, издаваемый при движении, по поверьям, отгонял злых духов.
Зимой женщины носили длинные плащи-накидки и надевали на руки вязаные варежки.
Мужские жилеты, сюртуки и куртки украшались аппликацией и рядами оловянных пуговиц (сейчас вместо олова используется серебро или посеребрянные металлы). На воротнике женские рубахи украшались серебряными брошами и подвесками под названием сёлье. Уже в конце XX — начале XXI века появились зонты, украшенные традиционной вышивкой и с серебряной ручкой ручной работы.

## Различия по регионам
Всего насчитывается несколько видов мужской народной одежды и до 150 вариантов женской одежды (по другим данным, всего около 400 видов), притом ареал распространения региональных вариантов охватывает юг и юго-запад Норвегии и в районах севернее Тронхейма они почти не встречаются. Практически каждое селение в Норвегии имеет собственный вариант костюма. Несмотря на обилие различных областных декоративных особенностей среди многочисленных форм женской народной одежды можно выделить два основных типа: костюм с сарафаном и костюм с юбкой.

### Хордаланн
Костюм селений, расположенных на Хардангерфьорде, является одним из самых узнаваемых. Женский бюнад Восса состоит из белой вышитой рубахи со стоячим воротником, чёрной юбки, белого вышитого фартука, красного, зелёного или чёрного лифа. На голову женщины надевали красную вышитую шапочку или белый накрахмаленный чепец сзади. Мужчины носили чёрные бриджи или длинные штаны, чёрный или красный сюртук и жилет ярких цветов (красный, зелёный, синий). Из тканей использовались шерсть, лён и хлопок.
Для Хардангерфьорда характерен особый вид вышивки и кружева, который так и называется — хардангер (норв. hardangersøm). Он появился ориентировочно в XVII веке, будучи заимствованным норвежскими купцами из стран Ближнего Востока. Для него характерна двусторонняя счетная гладь, строгие геометрические формы, ажурные разделки. Изначально в отсутствие красителей вышивка выполнялась хлопчатобумажными или льняными нитками природного цвета — белыми или экрю — по груботканному полотну аналогичного цвета. Сейчас же выбор цветовых сочетаний ограничивается лишь вкусом мастера. В хардангенском бюнаде вышивка используется при украшении передника и рубахи. В 1900 году данная техника была представлена на Всемирной выставке в Париже 1900 года, фартук с хардангером получил медаль. Особый интерес к хардангеру возник в 1970-х годах.

### Эуст-Агдер
В горных районах области Сетесдаль в юго-западной Норвегии мужчины надевали поверх рубахи с широкими рукавами и узкими манжетами и нижнего белья длинную суконную одежду, отдалённо напоминавшую полукомбинезон, доходящий вверху до груди и удерживаемый сверху плечиками-лямками. Поверх рубашки и комбинезона носили цветной (обычно красный с черной окантовкой по краям) жилет с отложным воротником, а уже на него — светлую, чаще всего белую, суконную и очень короткую куртку со стоячим воротником, расшитым красно-зеленым растительным орнаментом. Так же расшито плечо вдоль проймы. Вся куртка по краям подрублена красной суконной полоской. Такие же куртки носили и женщины. Помимо них, женский костюм включал в себя укороченную (до колен или икр) юбку. Гамма сетесдальского костюма была преимущественно серой и зелёной. Кроме того, Сетесдаль славится своими свитерами (норв. setesdalsgenser, lusekofte), первоначально серо-чёрного цвета, позднее в цветовую гамму добавились красный и синий цвета. Свитера в Сетесдале начали вязать как минимум в 1940-х годах. Изначально подол свитера не украшался орнаментом, так как заправлялся в штаны, а не носился навыпуск. Характерной особенностью сетесдальских свитеров является прямой вырезной ворот. Самыми популярными орнаментами были с крестиками, розочками и с точками, а в 1930-е годы в Сетесдале появился узор свитера с оленями, бывший популярным на Западе и отчасти в СССР в 1950—1970-е годы.
Работа по собиранию костюма коммуны Омли (норв. åmlibunad) начала осуществляться примерно в 1940 году и была завершена после войны. В его состав входили белая блуза со стоячим воротником, чёрная клёшевая юбка, плотно присборенная сзади, имеющая две-три складки по бокам, подпоясанная тканым поясом с двухсторонней застёжкой и украшенная тесьмой по подолу, корсаж-безрукавка с большим декольте, наплечник из дамаста красного или зеленого цвета, передник с вышитыми цветочными мотивами и укороченный, с отложным закругленным воротником и контрастной вставкой посередине жакет чёрного или тёмно-фиолетового цвета. Костюм украшался тремя парами серебряных петель, с продетой сквозь них крест-накрест серебряной цепочкой.

### Телемарк
Вариант, используемый сейчас, был в употреблении в 1830-х—1870-х годах преимущественно на востоке Телемарка. Большая часть предметов изготавливалась из шерсти. Женщины носили рубаху с контрастной вышивкой, чёрную или коричневую юбку-клёш (норв. stakk) с красной и золотой вышивкой на подоле и подпоясанную тканым кушаком с геометрическими узорами, втачной лиф (так и такого же цвета, как и юбка, так и контрастного с ней яркого), а на голову навязывали повязку-очелье, похожую на кушак. Обувью служили туфли с вышитым верхом (норв. dufsesko), а в дождливую погоду — ботинки с каблуком-рюмочкой (норв. snøresko). Мужчины восточного Телемарка в качестве верхней одежды носили короткий (до пояса) пиджак белого, зелёного или светло-жёлтого цвета с большими лацканами, серебряными пуговицами и чёрной или зелёной аппликацией, обувью служили кожаные башмаки или сапоги. Чулки в мужском костюме вязались в клетку, но также могли быть однотонными, например чёрными.

### Оппланн
В долинных районах Гудбраннсдалена в летнее время в качестве праздничной мужской одежды служили короткие (до колен) штаны-бриджи, красные свитеры, шерстяные чулки и толстые кожаные башмаки с пряжками. Женщины из хутора Граффер в коммуне Лом носили чёрные, зелёные или тёмно-синие лиф и плиссированную юбку, опоясанную кожаным поясом с многочисленными серебряными украшениями и такого же цвета чепцы. И лиф, и юбка, и чепец были украшены цветочными мотивами.

### Трёнделаг
Оппдальский бунад, реконструированный в 1963 году при помощи фрагментов старинных костюмов состоит из островерхого конусовидного чепца, разноцветной шерстяной юбки и корсажем зеленого, красного или синего цвета для женщин и полосатого жилета и черных бриджей из домотканого сукна или кожи для мужчин.
Деревня Сельбу, входящая в состав одноимённой коммуны, славится своими чёрно-белыми варежками. Для неё характерным является орнамент под названием «роза Сельбу» (норв. selburose), придуманный в середине XIX века крестьянкой Марит Гульдсет Эмстад (норв. Marith Guldsetbrua Emstad, 1841-1929). В начале XX века вязаные изделия из Сельбу (в том числе и с «розой») стали очень популярными, а к середине того же века «роза» начала появляться не только на варежках, но и на других вязаных изделиях: шапках, свитерах и носках. C 1991 года роза Сельбу располагается на гербе коммуны, а также на гербе коммуны Ульвик.

### Вестфолл
Работа по собиранию вестфоллского бюнада была завершена к 1956 году. В Халлингдале в традиционный бунад входят: многослойная юбка, фартук с цветочными узорами и черным суконным корсажем, расшитым шерстью. Костюм состоит из белой рубашки с белыми вышивками на манжетах и воротнике — такими же, как и в изысканном свадебном бунаде, который можно увидеть в музее Халлингдаля в Несбю.

### Тромс
Самыми известными бюнадами из этой губернии являются бюнады из коммуны Бьяркёй и острова Сенья, которые и стали образцами для единого костюма Тромса. Женский костюм состоит из шейного платка, красного или жёлтого корсажа, тёмно-коричневой юбки с полосами вдоль на всей поверхности юбки и поперёк на подоле и чёрного фартука с белыми полосами по бокам и низу. На голову надевали косынку. В непогоду надевали плащ-накидку. Мужской костюм состоит из тёмных сюртука, бридж и чулок и парчового жилета яркого цвета, чаще всего жёлтого или красного.

### Нурланн
Норланнский бунад, работа по собирании которого завершилась в 1928 г. на основе костюмов из Вефсна начала XIX века, обычно имеет цветовую гамму синего цвета, но есть и зеленый вариант. Женский костюм состоит из чепца, корсажа и юбки, украшенных цветочными мотивами, шали, заправляющейся в корсаж и полосатого передника. Ридикюль или сумочка изготавливаются того же цвета и с таким же цветочным орнаментом, как и юбка и корсаж. Мужской костюм идентичен костюму Тромса.